# بطولة إيه آر تي الودية 2007
بطولة إيه آر تي الودية 2007 دورة ودية تنظمها شبكة ART (الناقل الرسمي للمسابقات السعودية) للأندية السعودية تحضيرا للموسم 2007-2008
حيث لعبت مباريات هذه البطولة في ملعب رادس في العاصمة التونسية تونس
حيث تقيم بعض الأندية السعودية هناك معسكراتها التحضيرية للموسم 2007-2008

## الأندية المشاركة
- الهلال
- الشباب
- الوحدة
- الحزم

## النتائج
| فريق   | لعب | فاز | تعادل | خسر | له | عليه | فارق | نقاط |
| ------ | --- | --- | ----- | --- | -- | ---- | ---- | ---- |
| الشباب | 3   | 2   | 1     | 0   | 9  | 3    | +6   | 7    |
| الوحدة | 3   | 1   | 1     | 1   | 6  | 9    | -3   | 4    |
| الحزم  | 3   | 0   | 2     | 1   | 5  | 6    | -1   | 2    |
| الهلال | 3   | 0   | 2     | 1   | 4  | 6    | -2   | 2    |

### جدول المباريات
| الحزم                                    | 2 – 2 | الهلال                         |
| ---------------------------------------- | ----- | ------------------------------ |
| عبد العزيز الخثران 76' · محمد العنبر 87' |       | صابر حسين 9' · محمد اليوسف 18' |

| الوحدة | 6 – 1 | الشباب                        |
| --- | ----- | ----------------------------- |
| مانويل مارتنيز 18' · مايكل انيراموا 19' · مارسيلو كماتشو 20' · مانويل مارتنيز 40' · مايكل انيراموا 61' · ناجي مجرشي 79' |       | علاء الكويكبي 81' (ركلة جزاء) |

| الحزم                                      | 2 – 1 | الشباب                    |
| ------------------------------------------ | ----- | ------------------------- |
| مارسيلو كماتشو 1' · عبد العزيز السعران 88' |       | صابر حسين 75' (ركلة جزاء) |

| الوحدة             | 1 – 3 | الهلال                                                  |
| ------------------ | ----- | ------------------------------------------------------- |
| مارسيلو تفاريس 69' |       | علاء الكويكبي 22' · عيسى المحياني 71' · شرف الحارثي 75' |

| الحزم                                | 2 – 2 | الوحدة                                          |
| ------------------------------------ | ----- | ----------------------------------------------- |
| علاء الكويكبي 1' · عيسى المحياني 73' |       | بوتي أندرسون 28' · بوتي أندرسون 46' (ركلة جزاء) |

| الشباب           | 1 – 1 | الهلال       |
| ---------------- | ----- | ------------ |
| نواف التمياط 34' |       | علي عطيف 77' |

| بطل بطولة آي آر تي الودية 2007 |
| ------------------------------ |
|                                |